# Quadrula couchiana
Quadrula couchiana är en musselart som först beskrevs av I. Lea 1860.  Quadrula couchiana ingår i släktet Quadrula och familjen målarmusslor. Inga underarter finns listade i Catalogue of Life.